# Ziesche
Ziesche ist ein Familienname, der aus dem niedersorbischen (cyz) bzw. dem obersorbischen (cizik) entlehnt wurde und der Zeisig bedeutet. Namensvarianten sind Ziesch, Zschiesche, Ziese Zieske und Ziesché.

## Namensträger
- Cooky Ziesche (* 1960), deutsche Drehbuchautorin und Filmproduzentin
- Hans-Günter Ziesche (1935–2012), deutscher Politiker (SPD)
- Joachim Ziesche (* 1939), deutscher Eishockeyspieler und -trainer
- Julia Ziesche (* 1985), deutsche Filmregisseurin, Drehbuchautorin und Filmschauspielerin
- Maria Calasanz Ziesche (1923–2001), deutsche Ordensschwester
- Markus Ziesche (* 1987), deutscher Eishockeyspieler
- Paul Ziesche (1933–2022), deutscher Physiker und Hochschullehrer
- Peter Ziesche (1955–2021), deutscher Kameramann
- Steffen Ziesche (* 1972), deutscher Eishockeyspieler, -trainer und -funktionär

Siehe auch:
- Ziesché